# Chimarra ranuka
Chimarra ranuka is een schietmot uit de familie Philopotamidae. De soort komt voor in het Australaziatisch gebied.